# Hong Seok-cheon
Hong Seok-cheon (sinh ngày 3 tháng 2 năm 1971) là một nam diễn viên, nhân vật truyền hình, chủ nhà hàng và là thành viên Đảng Lao động Dân chủ đã giải thể người Hàn Quốc. Ông gây ra tranh cãi đáng kể ở quê nhà khi anh công khai là người đồng tính vào năm 2000, và vẫn là người nổi tiếng đồng tính công khai nhất ở Hàn Quốc.